# Ellenfeldstadion
Ellenfeldstadion – stadion piłkarski w Neunkirchen, w Niemczech. Został otwarty w 1912 roku. Może pomieścić 18 000 widzów. Swoje spotkania rozgrywają na nim piłkarze klubu Borussia Neunkirchen.

## Historia
W listopadzie 1911 roku Borussia Neunkirchen wydzierżawiła od właściciela miejscowego browaru zamkowego, Otto Schmidta, teren pod budowę własnego boiska. Pierwszy mecz rozegrano na nim 7 kwietnia 1912 roku przeciwko drużynie piłkarskiej 105 Regimentu Piechoty ze Strasburga (6:3), ale oficjalne otwarcie stadionu miało miejsce 14 lipca 1912 roku, kiedy to na obiekcie rozegrano „Narodowe Gry Olimpijskie” z udziałem 22 reprezentacji z całego Cesarstwa Niemieckiego.
14 lipca 1920 roku gospodarze rozegrali mecz towarzyski z odbywającym tournée po Niemczech, Szwajcarii i Terytorium Saary węgierskim MTK Budapeszt (2:3). Spotkanie to obejrzało rekordowe wówczas 10 000 widzów, co było impulsem do wybudowania dużej, częściowo zadaszonej, drewnianej trybuny, otwartej w 1921 roku. Trybuna ta spłonęła w grudniu 1928 roku. Ubezpieczyciel wypłacił odszkodowanie, jednak pod warunkiem wykorzystania środków na budowę nowej trybuny. Nową, betonową trybunę główną z zapleczem socjalnym, szatniami i prysznicami oddano do użytku wiosną 1930 roku. Koszt jej budowy znacznie przekroczył kwotę odszkodowania oraz możliwe wpływy z biletów i w 1932 roku Borussia stanęła na krawędzi bankructwa. Z pomocą finansową klubowi przyszło wówczas dwóch miejscowych kupców żydowskich.
W 1948 roku Borussia skorzystała z prawa pierwokupu i stała się właścicielem terenu, na którym stał stadion. W latach 50. XX wieku stadion został zmodernizowany, a po jego wschodniej stronie stanęła hala sportowa, która odtąd jest elementem krajobrazu obiektu. Po awansie Borussii do Bundesligi w 1964 roku dokonano rozbudowy obiektu. Wybudowano wówczas nowe, istniejące do dziś, betonowe trybuny od strony południowej (powiększenie trybuny głównej) i za zachodnią bramką. Borussia spędziła ogółem trzy sezony w Bundeslidze: 1964/1965, 1965/1966 i 1967/1968. Choć przed II wojną światową klub borykał się z problemami finansowymi, po wojnie środki płynące z prężnie działającego w mieście przemysłu ciężkiego pozwoliły na osiągnięcie sukcesów sportowych i rozwój infrastruktury. Upadek przemysłu ciężkiego spowodował jednak regres sportowy i organizacyjny. W 1990 roku zadłużona Borussia sprzedała stadion miastu.
W 2002 roku nad trybuną główną powstało nowe zadaszenie, zainstalowano na niej również 2300 plastikowych krzesełek. W planach były dalsze modernizacje, ale na przeszkodzie stanęły problemy finansowe. 30 sierpnia 2003 roku w meczu 1/32 finału Pucharu Niemiec Borussia zmierzyła się na własnym obiekcie z Bayernem Monachium. W odpowiedzi na ogromne zainteresowanie, po stronie północnej postawiono dodatkowe, tymczasowe trybuny. Stadion zapełnił się w komplecie (spotkanie obejrzało z trybun 23 400 widzów), ale Bayern wygrał po jednostronnym pojedynku 5:0.